# Antonbruunidae
Antonbruunidae é uma família de poliquetas marinhos, da subordem Nereidiformia, que vivem em associação com moluscos.

## Caracterização
Família de anelídeos marinhos, de profundidades rasas a abissais, que vivem em associação simbiótica com moluscos bivalves quimiossintetizantes, característicos de substratos sulfurosos, próximos a localidades com vazamentos de metanos (cold seep) . Dentro dos bivalves, se localizam livres no manto, onde podem se alimentar de partículas orgânicas que adentram a cavidade palial pelo fluxo de água. Especula-se que também possam consumir a comunidade bacteriana do hospedeiro, mas isto ainda necessita de confirmação.
Dimorfismo sexual foi observado apenas em A. viridis, geralmente encontrada em pares, macho e fêmea, dentro do hospedeiro. Animais das outras duas espécies geralmente são encontradas em maior número por bivalve. 

## Morfologia
São anelídeos vermiformes, de segmentação homônoma, com corpo liso e de tamanho pequeno (podem medir de milímetros até alguns centímetros). A superfície  ventral é achatada e a dorsal, arredondada. A quantidade de segmentos varia entre as espécies, de 33 (A. viridis) até 53 (A. gerdesi).
Prostômio bem desenvolvido. Par de palpos ântero-ventrais, par de antenas dorso laterais e uma antena média póstero-dorsal. Olhos ausentes. Órgãos nucais e fendas ciliadas, localizadas entre o prostômio e o segmento 1, observados apenas em A. sociabillis. Prostômio fundido ventralmente com peristômio.

Boca localizada no segmento 1. Segmento 1 com um par de cirros, um dorsal e outro ventral, não possuem parapódios. Faringe muscular pequena e estreita, eversível. Probóscide pequena e bulbosa.

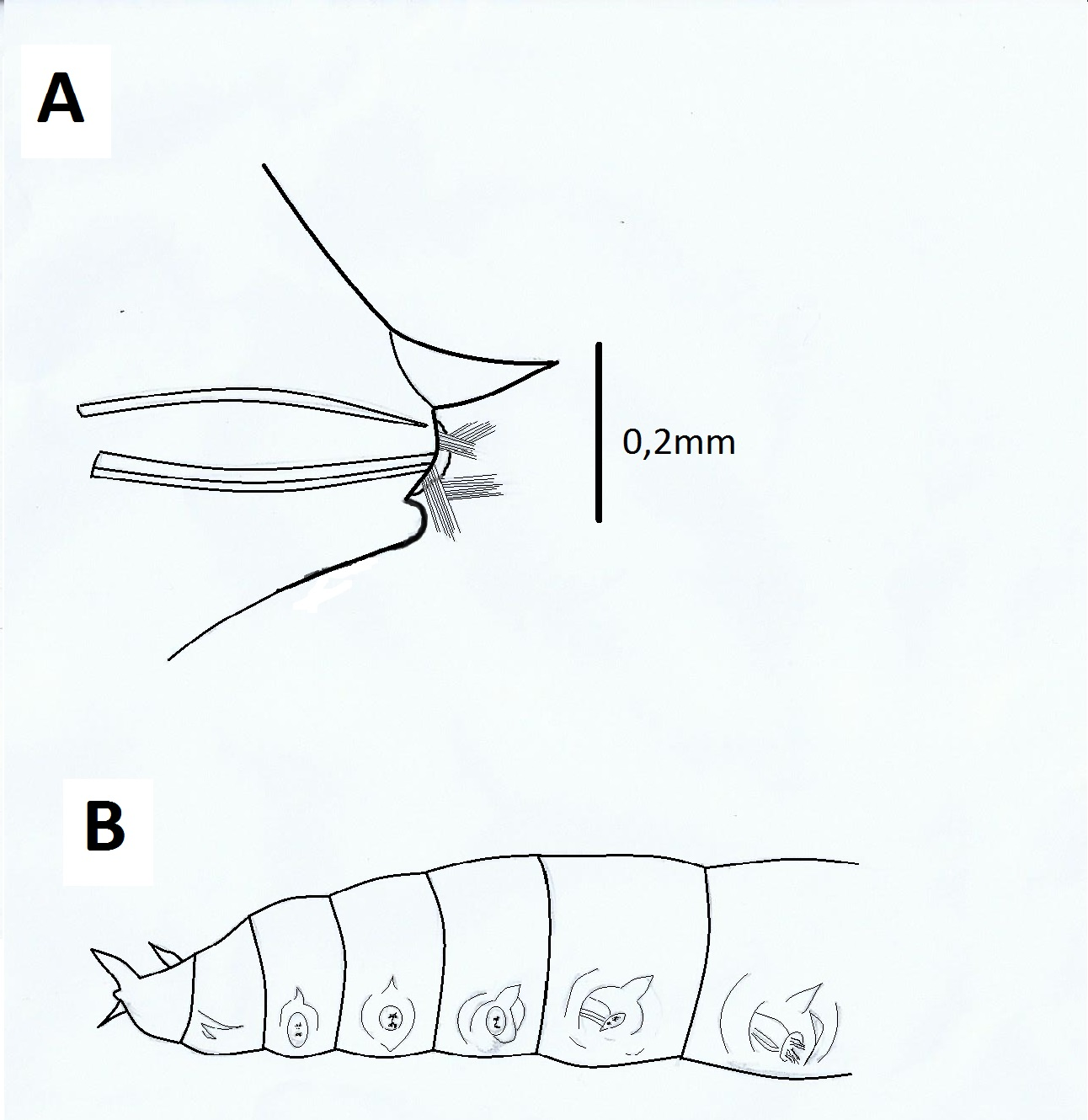
Figura: Antonbruunia sociabilis. (A) detalhe do parapódio e cerdas (B) Visão lateral da extremidade anterior.
Modificado.

Parapódios sub-birremes, cônicos, afilando em direção distal. Neuropódios bem desenvolvidos, notopódios reduzidos, restritos aos cirros dorsais, com acículas embutidas. Neuropódios com duas acículas cada, cirros ventrais menores do que os dorsais e feixe com muitas notocerdas. Neurocerdas longas, distalmente bidentadas, em dois feixes. Superfície neuropodial porosa, em membros de A. gerdesi. Parapódios menores, nos segmentos posteriores do corpo.
Tubo digestivo com cecos laterais a partir do segmento 3 (em A. sociabilis). Par de cirros pigidiais.

## Diversidade
Há apenas um gênero conhecido, Antonbruunia, e três espécies:  
- A. viridis (tipo): Oceano Índico ocidental, em águas superficiais, geralmente encontrada em pares de macho e fêmea, dentro do hospedeiro Lucina fosteri.
- A. gerdesi:  encontrado entre 600-800m de profundidade no sudeste do Oceano Pacífico, o molusco hospedeiro é Calyptogena gallardoi.
- A. sociabilis: encontrado em  torno de 1000m de profundidade no nordeste do Atlântico. Hospedeiro Thyasira scotiae.